# Scarus forsteni
Scarus forsteni là một loài cá biển thuộc chi Scarus trong họ Cá mó. Loài này được mô tả lần đầu tiên vào năm 1861.

## Từ nguyên
Từ định danh của loài được đặt theo tên của Eltio Alegondas Forsten, nhà tự nhiên học người Hà Lan, người đã thu thập mẫu gốc.

## Phạm vi phân bố và môi trường sống
S. forsteni có phạm vi phân bố tập trung ở Tây Thái Bình Dương, thưa vắng hơn ở Đông Ấn Độ Dương (được ghi nhận tại quần đảo Cocos (Keeling), đảo Giáng Sinh và các rạn san hô vòng ngoài khơi Tây Úc). Từ vùng biển Việt Nam (và cả quần đảo Trường Sa), loài này được ghi nhận trên khắp các nhóm đảo thuộc khu vực Tam giác San Hô; ngược lên phía bắc đến quần đảo Ryukyu và quần đảo Ogasawara (Nhật Bản); trải dài về phía đông đến nhiều đảo quốc và quần đảo thuộc châu Đại Dương (trừ quần đảo Marquises và quần đảo Hawaii), xa nhất ở phía đông đến đảo Ducie; giới hạn phía nam đến rạn san hô Great Barrier và các rạn san hô trên biển San Hô.
S. forsteni sống gần các rạn san hô viền bờ và rạn san hô trong các đầm phá ở độ sâu đến ít nhất là 30 m.

## Mô tả
S. forsteni có chiều dài cơ thể tối đa được biết đến là 55 cm. Vây đuôi lõm ở cả hai giới, nhưng thùy đuôi của cá đực trưởng thành dài và nhọn, tạo thành hình lưỡi liềm. Cá đực còn có thêm răng nanh ở phía sau phiến răng hàm trên.
Cá đực có màu xanh lục lam; vảy trên thân có các vạch màu cá hồi (hồng cam) (đôi khi có một vùng màu hồng cam ngay giữa thân). Vùng từ đỉnh đầu đến gáy và mắt có màu tím xám. Quanh mõm có vệt màu xanh lục, kéo dài ra sau tạo thành một dải nằm dưới mắt. Vây lưng và vây hậu môn màu xanh, có các dải sọc hồng cam. Vây đuôi có với dải màu hồng cam ở hai thùy. Phiến răng màu xanh lam thẫm. Cá đực thường bị nhầm lẫn với Scarus tricolor, nhưng S. forsteni không có đốm màu vàng ở gốc vây ngực như S. tricolor đực.
Cá cái có màu nâu đỏ. Một số vảy ở hai bên thân có màu xanh lam, ánh các vệt màu như cầu vồng. Cá con có thêm các dải sọc trắng với một đốm trắng nhỏ ở giữa thân.
Số gai vây lưng: 9; Số tia vây ở vây lưng: 10; Số gai vây hậu môn: 3; Số tia vây ở vây hậu môn: 9; Số tia vây ở vây ngực: 13–14.

## Sinh thái học
Thức ăn của S. forsteni chủ yếu là tảo. Chúng có thể sống đơn độc hoặc hợp thành từng nhóm. S. forsteni là loài lưỡng tính tiền nữ, tức cá đực là từ cá cái chuyển đổi giới tính mà thành.
S. forsteni được đánh bắt để làm thực phẩm, và cũng có thể được xuất khẩu thương mại.